# Monommata pseudophoxa
Monommata pseudophoxa är en hjuldjursart som beskrevs av Wulfert 1960. Monommata pseudophoxa ingår i släktet Monommata och familjen Notommatidae. Inga underarter finns listade i Catalogue of Life.